# One Planet Orchestra
One Planet Orchestra  — український рок-гурт, створений у 2016 році у Києві, багатоінструментальний оркестр-бенд. Лідером та вокалістом гурту є Павло Вишебаба.
Пісні гурту піднімають важливі теми змін клімату, глобального вимирання видів, урбанізації, бідності та боротьби за права.

### Історія
Оркестр-бенд було створено влітку 2016 року, коли громадський активіст, засновник першого веганського кафе в Україні One Planet, ініціатор створення екологічної та зоозахисної ГО Єдина Планета Павло Вишебаба опублікував на своїй сторінці у фейсбук допис, що він написав альбом для багатоінструментального гурту й запрошує музикантів приєднатись до нового колективу. Відгукнулось близько 50 музикантів різноманітного спрямування і після кастингу та репетицій було створено дивовижне поєднання академічних, джазових та інді-рок музикантів.
Кампанія зі збору коштів стартувала в травні на платформі Biggggidea.
Дебютний виступ гурту відбувся 6 серпня 2017 року у Домі «Майстер Клас». 
Понад 200 доброчинців (онлайн і наживо) фондували у запис дебютного альбому «Ми всі» (We Are All) суму в 45549 гривень.
Далі гурт занурився у запис дебютної платівки. Широка підтримка аудиторії дозволила записати пісні на студії «Na Hati Records» та видати альбом «Саме той час!» на лейблі «MOON Records».

## Склад
- Павло Вишебаба – слова, музика, вокал
- Поліна Шмельова – бек-вокал
- Андрій Біляков – ударні, перкусія
- Андрій Сивак – бас-гітара
- Дмитро Бугров – гітара
- Василь Садовий – цимбали
- Дмитро Ханенко – труба

## Альбоми
- 2017 - «Ми всі»
- 2018 - «Саме той час!»